# تسوروبه شوفوکوتی
تسوروبه شوفوکوتی (دوم) (به ژاپنی: 笑福亭 鶴瓶 Shōfukutei Tsurube)؛(زادهٔ ۲۳ دسامبر ۱۹۵۱) یک هنرپیشه، و کمدین اهل ژاپن است. وی از سال ۱۹۷۲ میلادی تاکنون مشغول فعالیت بوده است.
از فیلم‌ها یا برنامه‌های تلویزیونی که وی در آن نقش داشته است می‌توان به دکتر عزیز اشاره کرد.